# Škoda 8Tr

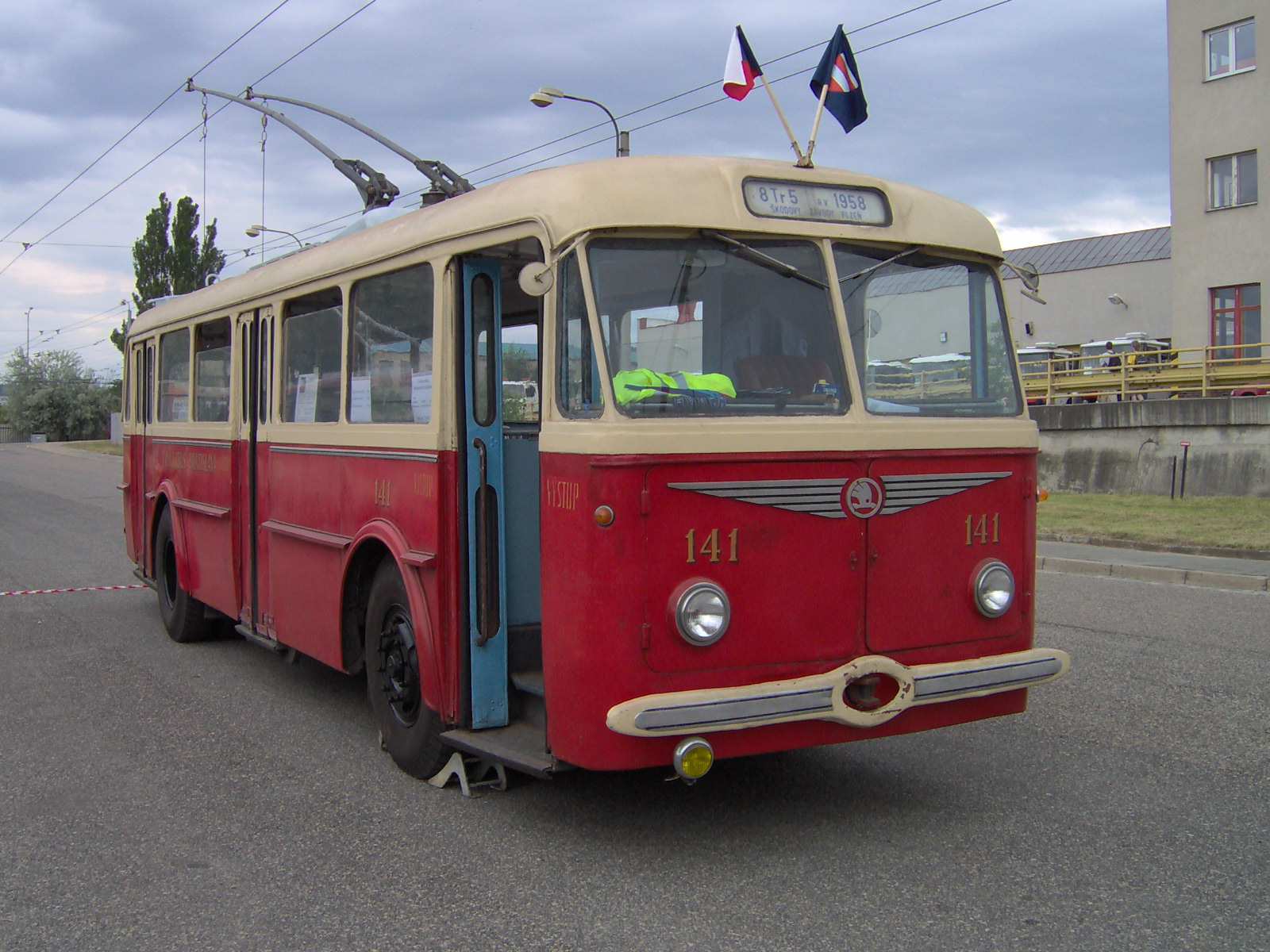
Ein vom Oberleitungsbus Bratislava stammender 8Tr

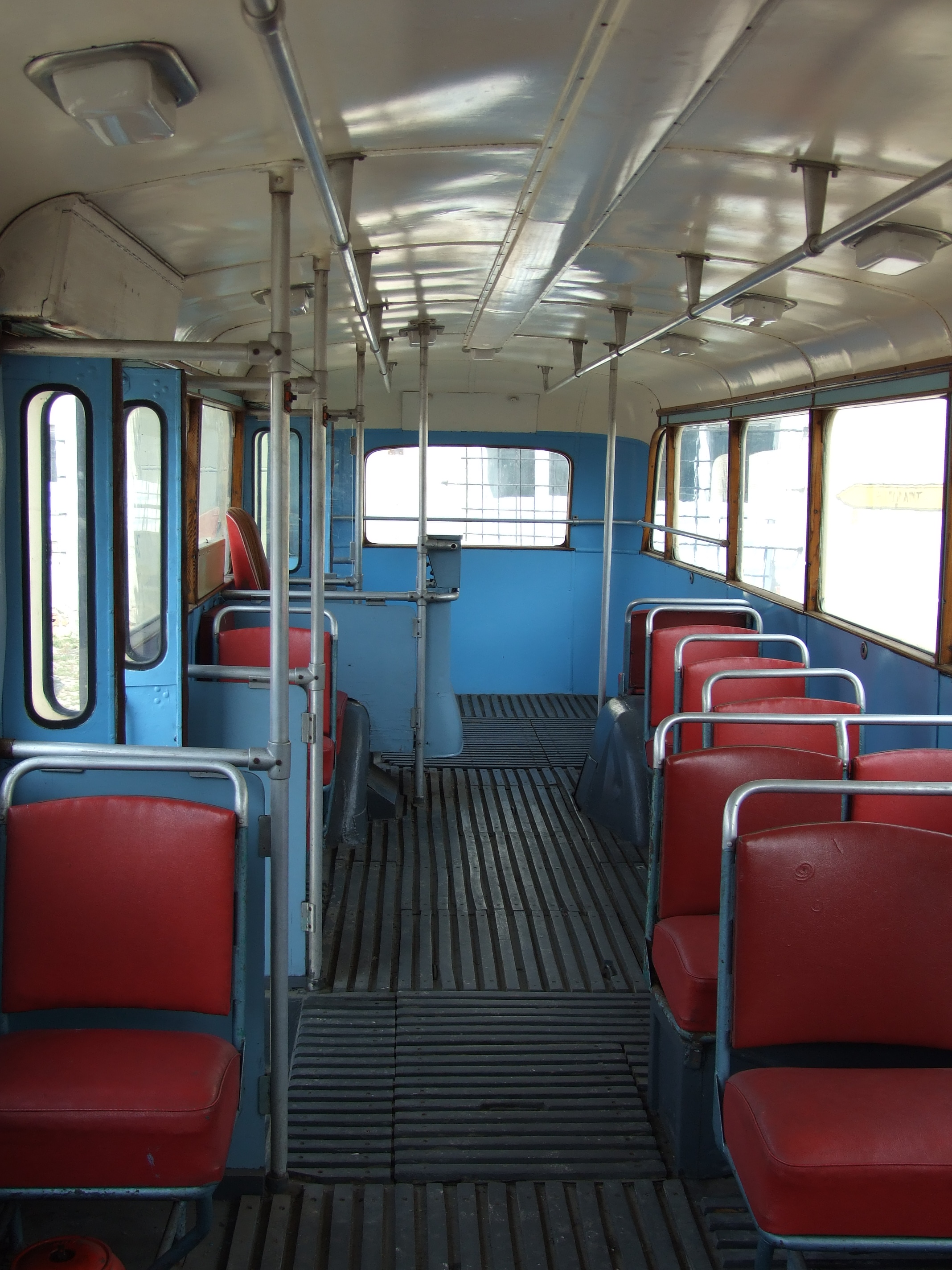
Innenraum

Der Škoda 8Tr ist ein früherer tschechoslowakischer Oberleitungsbus-Typ des Herstellers Škoda aus Plzeň.
Er ist Nachfolger des ähnlich aussehenden Škoda 7Tr und Vorgänger der Škoda 9Tr. Die Abkürzung Tr steht dabei für die tschechische Bezeichnung Trolejbus. Ein erster Prototyp wurde 1955 fertiggestellt.

## Technische Daten
Die Fahrzeuge sind 10,7 Meter lang, 2,5 Meter breit, 3,3 Meter hoch und wiegen zehn Tonnen. Auf 19 Sitz- und 59 Stehplätzen können zusammen 78 Personen befördert werden. Der Elektromotor hat eine Leistung von 110 bis 120 kW und ist für eine Höchstgeschwindigkeit von 50 km/h ausgelegt.
Zwischen 1955 und 1961 wurden 742 Obusse vom Typ 8Tr angefertigt, einen Teil exportierte Škoda nach China, in die Sowjetunion, in die DDR, nach Polen und in die Ukraine.

## Historische Fahrzeuge
Restaurierte Fahrzeuge befinden sich heute noch im Technischen Museum Brno sowie in Ostrava, Pardubice, Prag und Kiew.